# Oxhalsö
Oxhalsö är tidigare ö som har vuxit ihop med Blidö i Norrtälje kommun. Här finns också bebyggelse, en ICA-butik öppen dagligen, en slöjdbod, båtsmanstorp (museum), idrottsplats samt ett missionshus, som numera är privatägd. 
Bebyggelsen klassades 2015 av SCB i två småorter, Oxhalsö och på öns södra del småorten Fridsdal. Från 2018 räknar SCB hela bebyggelsen som en tätort.

## Befolkningsutveckling
| Befolkningsutvecklingen i Oxhalsö 2015–2020 | Befolkningsutvecklingen i Oxhalsö 2015–2020 | Befolkningsutvecklingen i Oxhalsö 2015–2020 | Befolkningsutvecklingen i Oxhalsö 2015–2020 | Befolkningsutvecklingen i Oxhalsö 2015–2020 |
| ------------------------------------------- | ------------------------------------------- | ------------------------------------------- | ------------------------------------------- | ------------------------------------------- |
|                                             |                                             |                                             |                                             |                                             |
| År                                          |                                             |                                             | Folkmängd                                   | Areal (ha)                                  |
| 2015                                        | 2015                                        |                                             | 154                                         | 201                                         |
| 2020                                        | 2020                                        |                                             | 224                                         | 350                                         |
| Anm.: hopvuxen med Fridsdal 2018            |                                             |                                             |                                             |                                             |

## Kartor

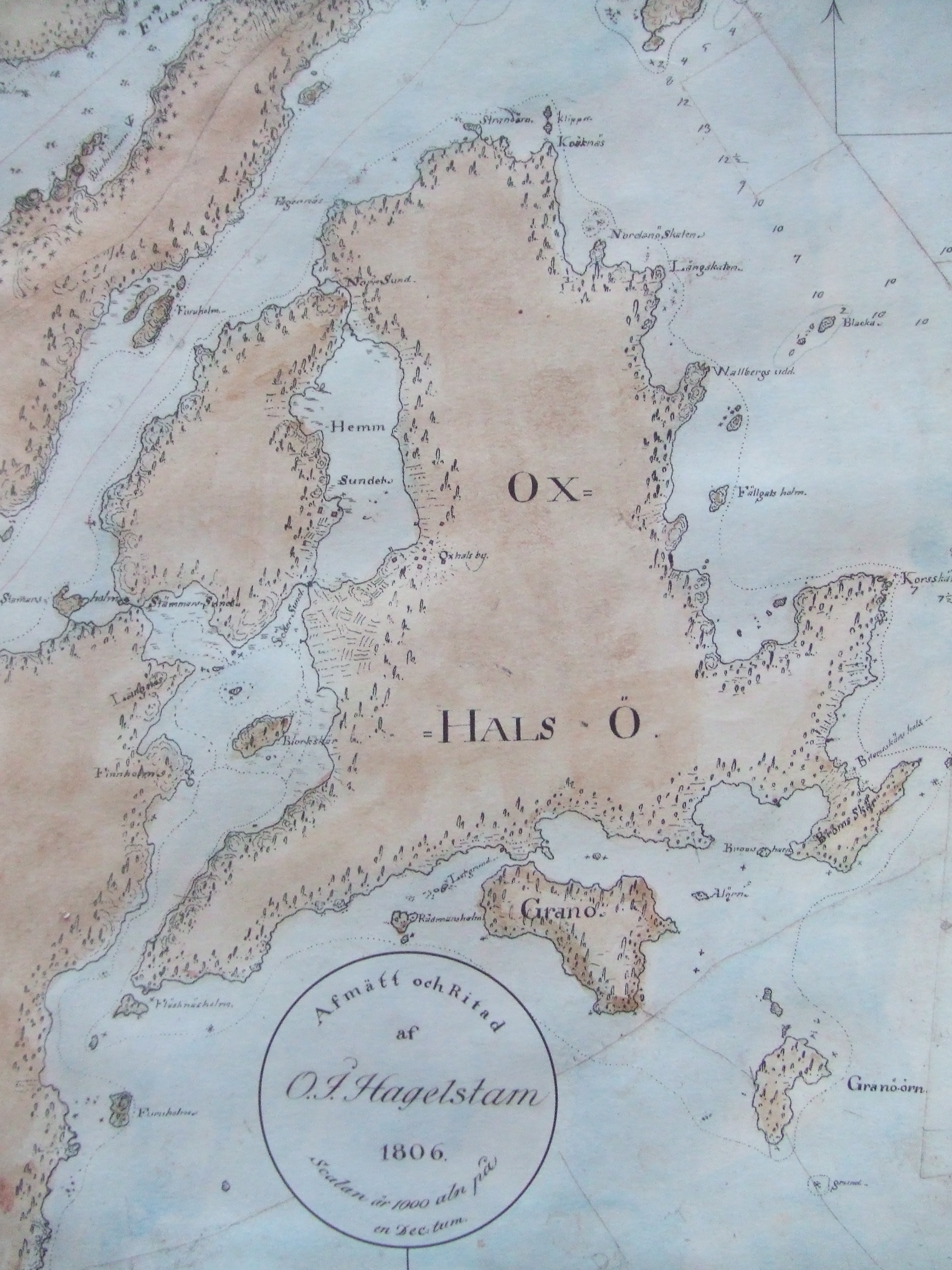
Karta Oxhalsö Anno 1806

På 1630-talet fanns på ön åtta hemman. Ett båtsmanstorp från 1730-talet finns bevarat.